# Harald Schäfer (Chemiker)
Harald Schäfer (* 10. Februar 1913 in Jena; † 21. Dezember 1992 in Münster, Westfalen) war ein deutscher Chemiker und Professor für Anorganische Chemie an der Universität Münster sowie Lehrstuhlinhaber.

## Leben
Schäfer besuchte die Oberrealschule in Jena und absolvierte zunächst eine Ausbildung als Chemielaborant im Glaswerk Schott & Gen. in Jena. Nach einer Begabtenprüfung begann er 1937 das Studium der Chemie, das er schon 1940 mit der Promotion zum Dr. rer. nat. bei Adolf Sieverts abschloss. Seine Dissertation war über analytische Chemie von Bor. Nach Assistentenjahren an der Universität Jena wurde er 1945 von den Amerikanern zwangsweise wie andere Wissenschaftler der Universität auch in den Westen gebracht. Er war kurze Zeit mit Helmut Bredereck als Unternehmer tätig und wurde 1948 Abteilungsleiter am Max-Planck-Institut für Metallforschung in Stuttgart. Er habilitierte sich 1949 an der Technischen Hochschule Stuttgart mit einer Habilitationsschrift über Eisenoxidchloride, wobei er ein von ihm chemischer Transport genanntes Phänomen entdeckte (Wanderung im Festkörper über die Gasphase).
Im Jahr 1953 folgte Harald Schäfer einem Ruf auf ein Extraordinariat am Anorganisch-Chemischen Institut der Universität Münster. 1959 wurde er zum persönlichen und 1963 zum planmäßigen Ordinarius ernannt (Rufe nach Graz, Wien, TU Berlin lehnte er ab). Von 1964 bis zu seiner Emeritierung 1979 leitete er als ordentlicher Professor für Anorganische Chemie das Institut (als Nachfolger von Wilhelm Klemm) und war 1964/65 gleichzeitig Dekan der Mathematisch-Naturwissenschaftlichen Fakultät. Schäfer starb 1992 in Münster.

## Forschung
Harald Schäfer ist bekannt durch seine Arbeiten über Transportreaktionen im Rahmen der Festkörperchemie, die u. a. für die Reinstdarstellung chemischer Verbindungen und für die Kristallzüchtung von Bedeutung sind. In engem Zusammenhang mit diesem Arbeitsgebiet stehen Untersuchungen über heterogene Gleichgewichte und die Chemie bei hohen Temperaturen. Durch seine Untersuchungen erfuhr auch die Erforschung von Clusterverbindungen wesentliche Impulse, und er befasst sich besonders mit der Chemie von Niob und Tantal. Ende der 1960er Jahre begründete er das Gebiet der Gasphasenkomplexe.
1965 gründete er mit Wilhelm Klemm in Münster das Hemdsärmelkolloquium (HÄKO) in Festkörperchemie, das seitdem jährlich an wechselnden Orten stattfindet.

## Auszeichnungen und Mitgliedschaften
Wissenschaftspreise
- Alfred-Stock-Gedächtnispreis der Gesellschaft Deutscher Chemiker (1967)

Mitgliedschaften und Ehrenämter
- Mitglied der Deutschen Akademie der Naturforscher (Leopoldina) in Halle an der Saale (1969)
- Ehrendoktorwürde Dr. rer. nat. h.c. der Universität Stuttgart (1981)

## Veröffentlichungen (Auswahl)
- Chemische Transportreaktionen. Verlag Chemie, 1962.
- mit Hans Georg von Schnering: Metall‐Metall‐Bindungen bei niederen Halogeniden, Oxyden und Oxydhalogeniden schwerer Übergangsmetalle Thermochemische und strukturelle Prinzipien. In: Angewandte Chemie. Band 76, 1964, S. 833–849.